# THE SUN LIVE AT NHK HALL
『THE SUN LIVE AT NHK HALL』（ザ サン ライブ アット NHKホール）は、2005年12月7日に、ユニバーサルミュージック／Daisy Musicから発売された佐野元春のライブ・アルバム。

## 概要
本作はアルバム『THE SUN』ツアー最終日、2005年2月20日のNHKホールでのライブをアルバムに纏めた作品。先ず同年8月31日「iTunes Music Store」でダウンロードで先行発売された。ただし、「君の魂　大事な魂」「月夜を往け」はCDのみ収録。本作には佐野のアルバムでは初の試みとしてライブの曲間にコメントが挟まれている。

## 収録曲
全曲　作詞・作曲・編曲：佐野元春
1. 月夜を往け
2. 最後の1ピース
3. コメント①
4. 恵みの雨
5. コメント②
6. 希望
7. コメント③
8. 地図のない旅
9. 観覧車の夜
10. コメント④
11. 君の魂　大事な魂
12. 明日を生きよう
13. コメント⑤
14. DIG
15. 国のための準備
16. コメント⑥
17. 太陽